# Héroes (serie de televisión)
Héroes es una serie de televisión estadounidense de los géneros ciencia ficción y drama creada por Tim Kring que se emitió en la NBC en un total de cinco temporadas desde el 25 de septiembre de 2006 hasta el 8 de febrero de 2010. La serie narra la historia de gente ordinaria que descubre que tiene poderes sobrehumanos, y cómo esto afecta la vida de los personajes. La serie emula el estilo estético y la narración de las historietas estadounidenses con cortos y múltiples episodios que crean una más larga y más amplia historia. La serie fue producida por Universal Studios en asociación con Tailwind Productions, y fue filmada principalmente en Los Ángeles, California. Los productores ejecutivos de la serie son Allan Arkush, Dennis Hammer, Greg Beeman y Tim Kring.
Cuatro temporadas salieron al aire, terminando el 8 de febrero de 2010. La crítica aclamó la primera temporada de 23 episodios que obtuvo un promedio de 14,3 millones de telespectadores en los Estados Unidos y recibió el mayor índice de audiencia para un estreno dramático de la NBC por primera vez en cinco años. La primera temporada consistió en un total de 23 episodios; se encargaron 24 episodios para la segunda temporada estrenada el 24 de septiembre de 2007, pero la temporada fue recortada y solo se transmitieron 11 episodios debido a la Huelga de guionistas de Hollywood. La huelga también retrasó la producción del spin-off Heroes: Origins, cuyo estreno estaba previsto para el mes de abril y mayo de 2008. La segunda temporada de Héroes atrajo a un total de 13,1 millones de espectadores en EE. UU., y la marcó como la única serie de la NBC vista entre los 20 programas calificados por la audiencia en la temporada de 2007-2008. Héroes ha ganado un sinfín de premios y nominaciones, incluyendo un Premio Primetime Emmy, Globos de Oro, People's Choice y un premio de la Academia de Televisión Británica (BAFTA).
Una extensión digital de la serie, Heroes 360 Experience, posteriormente renombrada Heroes Evolutions, fue creada para explorar más profundamente el universo de Héroes y dar información sobre la mitología de la serie. Otros medios oficiales de Héroes son las revistas, figuras de acción, productos licenciados conocido en inglés como tie-in, sitios web interactivos, juegos móviles, una novela, prendas y otras mercancías. En otoño de 2008, NBC Digital Entertainment creó una serie de contenido en línea para el verano, incluyendo más contenido web original, interactividad inalámbrica iTV, novelas gráficas disponibles para teléfonos móviles y webisodios. 
El 14 de mayo de 2010, la NBC anunció la cancelación de la serie por el alto coste de la producción, la disminución de espectadores y el aumento de la programación. Después de ello, en la red se consideró la realización de un evento televisivo que concluyera la serie; sin embargo, el 9 de septiembre de 2010, la NBC anunció la decisión de detener cualquier desarrollo más de la franquicia de Héroes. Tim Kring sugirió que la amplia premisa de las historias de Héroes le permitiría a la franquicia regresar para los fanáticos, pero no especificó cuándo o en qué formato de comunicación.
El 24 de septiembre de 2015 se estrenó Heroes Reborn, una miniserie de 13 episodios que continuó la historia de la serie. Posteriormente se anunció que la miniserie no sería renovada para una segunda temporada.

## Argumento
El argumento de Héroes está diseñado para parecerse al de las historietas con pequeños arcos de la historia integrando en la serie un arco de la historia más grande. Cada temporada de Héroes está diseñada para involucrar a gente ordinaria que descubre tener poderes extraordinarios, y cómo estas habilidades afectan a la vida diaria de los personajes.
La primera temporada, conocida como Génesis, comienza con un grupo de personas aparentemente normales que poco a poco se dan cuenta de que poseen poderes especiales. Eventos ilustran sus reacciones a dichos poderes, y cómo el descubrimiento les afecta en sus vidas personales y profesionales. Al mismo tiempo, individuos normales están investigando los orígenes y el alcance de estas habilidades. Mohinder continúa la investigación de la fuente biológica del cambio de su fallecido padre, mientras Noah representa una organización secreta conocida únicamente como ”La Compañía”. Mientras se enfrentan a sus poderes, cada personaje se va involucrando, voluntaria o involuntariamente a la conspiración de la compañía para controlar los superpoderes de las personas y en su carrera por detener una explosión de destruir la ciudad de Nueva York.
La segunda temporada, conocida como “Generaciones” comienza cuatro meses después de los eventos en la Plaza Kirby. El argumento principal de Generaciones se ocupa de la compañía y su búsqueda del virus Shanti. Esta búsqueda es explorada a través de los fundadores de la compañía, cuyas identidades son reveladas, así como también las distintas cepas del virus. Los héroes en última instancia se reúnen en un intento por detener la expansión de una mortal cepa del virus y detener una pandemia global.
La primera parte de la tercera temporada fue conocida como “Villanos”. El volumen tres comienza con el intento de asesinato de Nathan y explora sus consecuencias. Además muchos villanos escapan de los confines del nivel 5 y la compañía intenta recapturarlos. Arthur Petrelli se recupera de un daño en su sistema nervioso y se compromete a crear una fórmula que es capaz de dotar a personas normales con superpoderes. La segunda parte de la tercera temporada, titulada “Fugitivos” involucra lo sucedido después de que Nathan fracase en producir la fórmula. Después de las explosiones que hicieron desaparecer a Primatech y Pinehearts, los héroes tratan de llevar sus vidas normales, hasta que Nathan traza un plan para juntar a todas las personas especiales. Sylar mata a Nathan en una intensa batalla; sin embargo, Matt modifica la mente de Sylar para hacerlo creer que es Nathan.

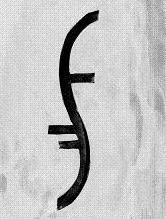
Símbolo de Héroes.

La cuarta temporada está compuesta por el volumen 5 “Redención” y tiene lugar seis semanas después de los eventos ocurridos en la tercera temporada. Los héroes regresan a sus vidas normales, Peter regresa a su trabajo como paramédico, mientras Claire asiste a la universidad. Las habilidades adquiridas de Sylar comienzan a manifestarse, mientras Nathan lucha por mantener su identidad y la conciencia de Sylar queda atrapada en la mente de Matt Parkman, burlándose de él y buscando su propio cuerpo. Una feria es presentada, liderada por Samuel, quien trata de reclutar más personas con poderes a su feria-familia con la esperanza de crear una comunidad para sus congéneres que sean bienvenidos y respetados por los forasteros. El final de la cuarta temporada comienza con el volumen seis, “Un mundo feliz”, en el que Claire le revela la existencia de gente con poderes especiales a un grupo de reporteros y cámaras.

## Episodios
| Temporada | Temporada | Volumen      | Episodios | Episodios | Emisión original         | Emisión original        |
| Temporada | Temporada | Volumen      | Episodios | Episodios | Primera emisión          | Última emisión          |
| --------- | --------- | ------------ | --------- | --------- | ------------------------ | ----------------------- |
|           | 1         | Génesis      | 23        | 23        | 25 de septiembre de 2006 | 21 de mayo de 2007      |
|           | 2         | Generaciones | 11        | 11        | 24 de septiembre de 2007 | 3 de diciembre de 2007  |
|           | 3         | Villanos     | 25        | 13        | 22 de septiembre de 2008 | 15 de diciembre de 2008 |
|           | 3         | Fugitivos    | 25        | 12        | 2 de febrero de 2009     | 27 de abril de 2009     |
|           | 4         | Redención    | 19        | 19        | 21 de septiembre de 2009 | 8 de febrero de 2010    |

La serie cuenta actualmente con cuatro temporadas, todas están disponibles en DVD.
Desde que la serie era redactada en un modo similar al de las historietas, cada temporada era llamada "Volumen" mientras que los episodios eran conocidos como "capítulos", además de que cada episodio terminaba con la leyenda "continuará...".
El primer volumen se llamó "Génesis", que contó con 23 episodios, el segundo llamado: "Generaciones" originalmente se dividió en tres volúmenes (en realidad el mismo) bajo los nombres de Generaciones, Éxodo y Villanos, pero la huelga de guionistas lo impidió y el volumen 3 llamado Éxodo se canceló e incluso se eliminó una escena del final alternativo, que daría origen al volumen Éxodo.
El nuevo volumen que se emitió del 22 de septiembre hasta el 22 de diciembre se llamó Villanos, volumen que contó con 13 episodios. El volumen 4, emitido a partir de febrero se llama: "Fugitivos" que en realidad sigue siendo, la segunda parte del volumen 3. La cuarta temporada cuyo nombre es "Redención", tiene un total de 19 episodios. La serie fue cancelada eventualmente por la NBC, haciendo de la cuarta temporada la última.

## Elenco y personajes

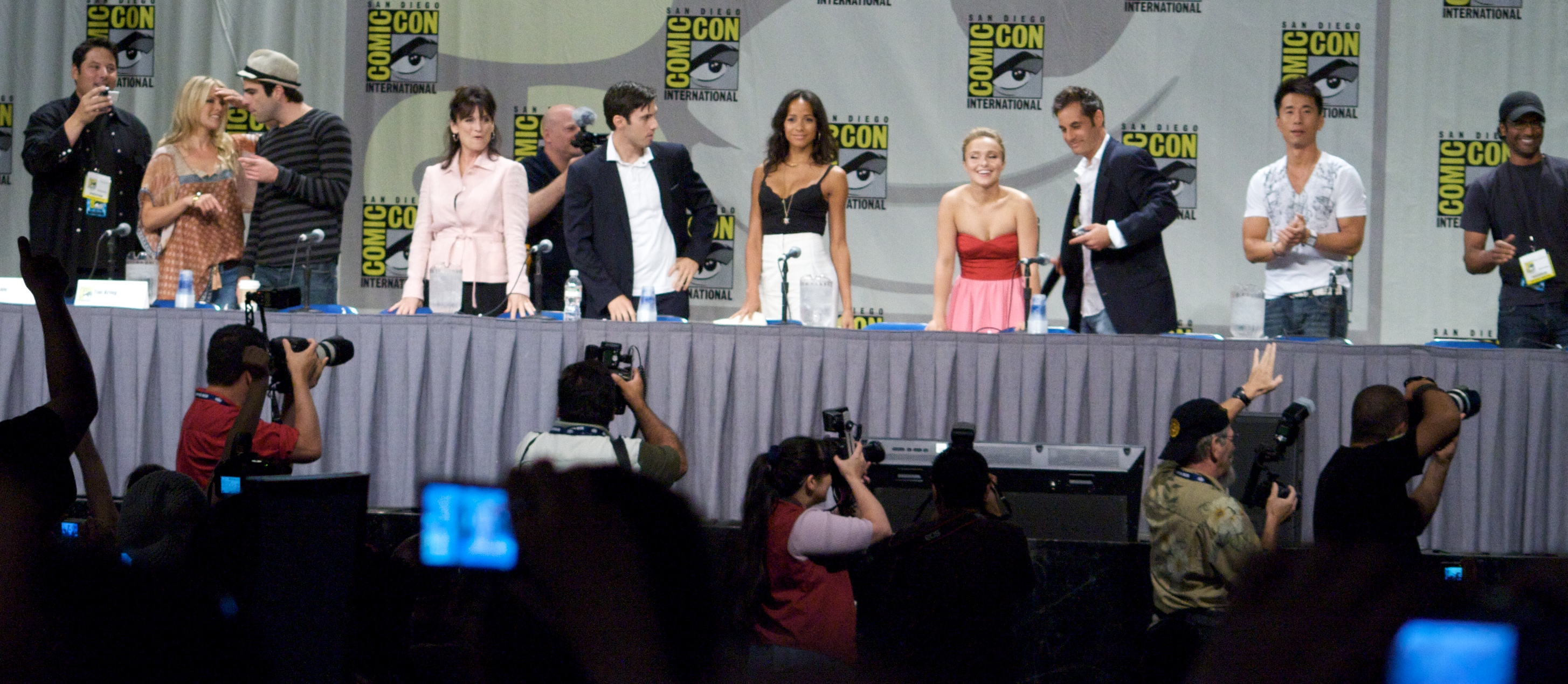
Parte del reparto de Héroes en la Convención Internacional de Cómics de San Diego 2008.

Originalmente, Tim Kring diseñó la serie para tener un reparto que cambiara siempre. Sin embargo, su motivación cambió al darse cuenta del gran éxito obtenido por el reparto original ante el público y conservó a la mayor parte de los actores de la primera temporada para la segunda, con algunos añadidos que recibieron la condición de estrellas invitadas. En su primera temporada, la serie cuenta con un reparto coral de doce personajes principales, convirtiéndose en el tercer reparto más grande del prime time de la televisión estadounidense, por detrás de Desperate Housewives y Lost. Aunque el reparto de la primera temporada en la página de la NBC solo contiene diez personajes, Leonard Roberts (D.L. Hawkins), que apareció por primera vez en la serie en el quinto episodio, es un miembro adicional del reparto original completo. En el episodio 11 de la primera temporada, Jack Coleman (Noah Bennet) fue ascendido a personaje recurrente, convirtiéndose así en el duodécimo miembro del reparto completo.
Zachary Quinto y James Kyson Lee, que son recurrentes en el reparto de la primera temporada, se unieron como principales en la segunda temporada. A ellos se les unieron los nuevos miembros del reparto, David Anders, Kristen Bell, Dana Davis y Dania Ramírez. En un principio, Anders fue contratado como un personaje recurrente, pero fue elevado a regular antes de que comenzara la segunda temporada de la serie. Aparece como estrella invitada hasta el quinto episodio de la segunda temporada y desde entonces está clasificado como uno de los miembros principales del reparto. Desde el comienzo de la segunda temporada, Santiago Cabrera, Tawny Cypress y Leonard Roberts no forman parte del reparto principal, aunque Leonard Roberts apareció como estrella invitada en un capítulo. La serie también cuenta con muchos personajes recurrentes e invitados, incluyendo a amigos y familiares de los personajes del reparto principal, criminales y villanos, y otras personas con habilidades especiales.
A partir de la tercera temporada, el personaje secundario Angela Petrelli interpretada por Christine Rose fue ascendida a un personaje principal. Elle, Adam y Micah fueron retirados del reparto principal. Mónica Dawson no aparece después y sus escenas junto a ella fueron cortadas. Niki también fue dejada fuera pero la actriz Ali Larter permaneció en el programa interpretando a un nuevo personaje Tracy Strauss la hermana trilliza de Niki, con el poder de congelar objetos de un toque. Para la cuarta temporada un nuevo personaje Samuel, interpretado por Robert Knepper fue agregado. Originalmente como una parte secundaria, la parte fue cambiada a un rol protagónico. Deanne Bray también fue incluida como Emma Coolidge, la mujer sorda, que tiene una sinestesia mejorada hasta el punto en el que siente la música como colores y es capaz también de crear un canto de sirena.

## Producción

### Concepción
El desarrollo de Héroes comenzó cerca de 2006, cuando Tim Kring, creador de Crossing Jordan, de la NBC se acercó al concepto de la serie. Kring quería crear una “enorme saga coral” que conectara con el público. Empezó a creer en lo grande, aterrador y complicado que el mundo es, y quería crear un personaje de la serie basado en lo que la gente haría al respecto. Kring consideró que un drama policial o médico no tenían las características suficientemente enormes como para salvar al mundo. Se le ocurrió la idea de los superhéroes; gente ordinaria que descubrirían extraordinarias habilidades, al mismo tiempo en que están atados a la vida real y la realidad. Los directores del elenco Jason La Padura y Natalie Hart dieron origen a un elenco de nuevos rostros tales como Milo Ventimiglia quien describió el episodio piloto como un capítulo de drama acerca de la vida cotidiana de personas con una realidad aumentada. Una realidad aumentada que fue traída a la luz a través del trabajo del diseñador de producción Ruth Ammon. Kring quería una serie conmovedora que involucrara a los personajes y el mundo en el que viven.
Antes de adjuntar sus ideas, habló con el productor ejecutivo de Lost, Damon Lindelof, con quien trabajó durante tres años en Crossing Jordan. Kring acreditó a Lindelof por darle ideas sobre cómo lanzar la serie a la productora y el asesoramiento sobre las lecciones que él (Lindelof) aprendió acerca del trabajo en un drama serializado. Ambos siguen hablándose y apoyándose en sus respectivos proyectos. Cuando Kring lanzó la idea de Héroes para la red NBC, describió la reacción de la compañía como emocionados... un gran apoyo. Comentó que se alió con la NBC por algún tiempo basado en sus seis años como showrunner de Crossing Jordan. Cuando lanzó el piloto, describió cada detalle, incluyendo el cliffhanger final. Cuando los ejecutivos de la NBC le preguntaron que pasaría después, Kring respondió: Bueno, tendrán que esperar y averiguarlo. Después de obtener la luz verde, una versión especial de 73 minutos del piloto, fue transmitida por primera vez en la Comic Con de San Diego. Inicialmente se informó de que este piloto no transmitido no sería publicado, pero fue incluido en el primer paquete DVD de la primera temporada.

### Redacción
Cuando el equipo de redacción trabajaba en un episodio, cada escritor toma un personaje y escribe la escena individual que los rodeaban. Estas historias son combinadas y entregadas al escritor del episodio. Este sistema les permite a los escritores contribuir en cada episodio y al equipo de redacción terminar los guiones lo antes posible, por lo que el equipo de filmación podía filmar más escenas en la localización. Tim Kring describió el proceso como uno colaborativo y afirmó que el proceso de colaboración era importante porque la producción necesitaba filmar varias escenas en una sola localización. Para hacerlo, varios guiones tenían que estar listos. Jesse Alexander, coproductor y escritor explicó que ese proceso era importante porque uno tiene que saber dónde se desarrolla la partida del personaje.
La segunda temporada coincidió con la huelga de guionistas, resultando que solo 11 episodios de los 24 fueron producidos. Esto forzó a los productores a rediseñar la temporada para abarcar el volumen generaciones fuera de los tres volúmenes previstos. El volumen tres previsto, éxodo, que fue diseñado originalmente para ser un arco de la historia que explorara los efectos de la liberación de la cepa 138 del virus shanti fue cancelado. El previsto cuarto volumen, villanos, fue cambiado para ser el tercer volumen y se trasladó a la tercera temporada. Escenas del final del volumen dos, Powerless, fueron re-filmadas para reflejar la cancelación del volumen éxodo, y para atar todos los argumentos perdidos de Generaciones.

### Heroes: Origins
El 14 de mayo de 2007, la NBC anunció que se transmitirían seis episodios de un spin-off de Héroes llamado Heroes: Origins durante la temporada de 2007-2008. La serie iba a introducir un nuevo personaje cada semana y los espectadores iban a elegir quién se quedaba para la siguiente temporada como personaje recurrente de la serie. La serie iba supuestamente a estrenarse después del final de la segunda temporada de Héroes en abril de 2008. No obstante, el 31 de octubre de 2007 se reportó que Origin fue pospuesta por la huelga de guionistas de cine. Tim Kring declaró en una entrevista que el primer episodio de Origins iba a revelar los secretos y significados del símbolo de la hélice. Sin embargo, debido a la huelga, Tim Kring comentó que el secreto tendrá que ser anunciado por línea. Kring reveló que iba escribir el primer episodio de Origins y que John August había sido contratado para escribir otro episodio. El director Kevin Smith fue llamado para dirigir y escribir un episodio del spin-off al igual que Eli Roth y Michael Dougherty. El 3 de abril, un día después de que la NBC anunciara su calendario de horario estelar de 2008-2009, Ben Silverman confirmó la cancelación de Origins.

## Mitología
Héroes incluye algunos elementos misteriosos recurrentes ficticios que se la han atribuido como la ciencia ficción o un fenómeno paranormal. Tim Kring y los creadores de la serie se refirieron a estos elementos como parte de la mitología de la serie. Kring confirmó que aunque la serie tiene una mitología única, no quiere hundirse tan profundamente en ella. Por lo contrario, Kring ha usado volúmenes para concluir las líneas tramas en curso en vez de llevar las historias en largos periodos de tiempo como en Lost. Entre algunos de los elementos míticos de la serie, están la compañía, la leyenda de Takezo Kensei, pinturas del futuro, superpoderes y sus orígenes, el virus shanti, la historieta "La 9º maravilla", y numerosos elementos y temas mitológicos.

## Episodios web
Se tratan de unos episodios que comúnmente los pasan en el sitio web de la página, estos episodios actúan como un spin-off ya que se encarga de narrar una historia comúnmente fuera de la serie, ya sea desde el punto de vista de un personaje secundario hasta saber qué sucede con la vida de otros personajes con poderes. Otra característica de estos episodios es que duran no más de 5 minutos y frecuentemente se dividen en 3 o 4 partes de una saga con un determinado nombre.
Entre los episodios que se han emitido están los siguientes:
- Going Postal: Dividida en tres partes y narra los sucesos que le ocurren a Echo Demille.
- Destiny: Dividida en 4 partes y narra los acontecimientos que le suceden a Santiago en Sudamérica y su relación con la compañía.
- The recruit: Dividida en 5 partes Narrando lo que sucedió después de la explosión de Pinehearts desde la perspectiva de Rachel Mills.
- Hard Knox: Escenas eliminadas del episodio Villanos, narrando los orígenes de Knox y trasmitidos entre la emisión de The recruit.
- Nowhere man: Dividida en 4 partes y dedicada a narrar los sucesos que le ocurrieron a Eric Doyle entre el lapso de tiempo ubicado entre Tonos de gris y Ola de frío
- Slow Burn:  Hasta ahora, este ha sido el Web-episodio más largo. Narra la historia de Amanda Strazzulla (la hija de Lydia), su poder de "combustión espontánea" (quemar cosas con la mente), y su llegada al "Sullivan Bross. Carnival". Su trama está desarrollada entre los 11 primeros capítulos de la temporada 4.

## Novelas gráficas
Son historietas de la serie que tienen argumentos de la serie o propios. Muchos personajes de la serie de TV y Web-episodios han aparecido en estas tiras cómicas. Llevan muchos números y tienen gran fama.

## Regreso
El 22 de febrero de 2014 la NBC hizo público oficialmente el reinicio de la serie con un arco nuevo titulado Heroes: Reborn, el cual contará una nueva historia con nuevas adquisiciones que se estrenaría en algún punto de 2015. En el mismo reportaje la directora de la NBC Jenifer Salke se mostró abierta en el potencial regreso de algunos veteranos de la serie original. "El enorme impacto que tuvo Héroes en televisión, cuando se estrenó en 2006, fue deslumbrante. Shows con esa clase de resonancia no aparecen a menudo y creímos que era buen tiempo para otra entrega. Estamos intrigados que el visionario creador Tim Kring estuviera entusiasmado de volver al show como lo estábamos nosotros y comenzamos a avanzar en estas nuevas texturas y capas que Tim planea agregar a su concepto original. Hasta que nos acerquemos a la emisión en el 2015 será puesto en secreto apropiadamente, pero no descartaremos la posibilidad del regreso de algunos miembros del elenco original".
El 24 de junio de 2014 el actor Milo Ventimiglia, que interpretó a Peter Petrelli en la serie, confirmó que no regresaría al reinicio al igual que sus antigua compañeras Ali Larter y Hayden Panettiere. Mientras que otro de los veteranos de la serie, Jack Coleman, fue confirmado para regresar.
A principios de 2015, TV Line publicó que el actor de Chuck; Zachary Levi había sido contratado para aparecer como un personaje principal en Héroes: Reborn. Durante la trasmisión de la Super Bowl XLIX a principios de febrero de 2015, la cadena NBC estrenó oficialmente el primer tráiler de la serie, presentando a Coleman en su rol del Sr. Bennet y Levi debutando en su papel. A mediados de marzo se anunció que el actor Robbie Kay había sido contratado para co-estelarizar en la serie como un personaje original. El 27 de marzo, fue confirmado que Masi Oka, Cristine Rose, Greg Grunberg Sendhil Ramamurthy y Francesca Eastwood retomarían sus roles. El elenco también incluyó a Danika Yarosh, Judith Shekoni, Ryan Guzmán, Henry Zebrowski, Gatlin Green y Kiki Sukezane.
Fue estrenada el 24 de septiembre de 2015 y contó con un total de 13 episodios. El 13 de enero de 2016 se anunció que la serie no sería renovada para una segunda temporada.
En marzo del 2024, se confirmó una nueva secuela a la serie original Heroes: Eclipsed.